# Sialon

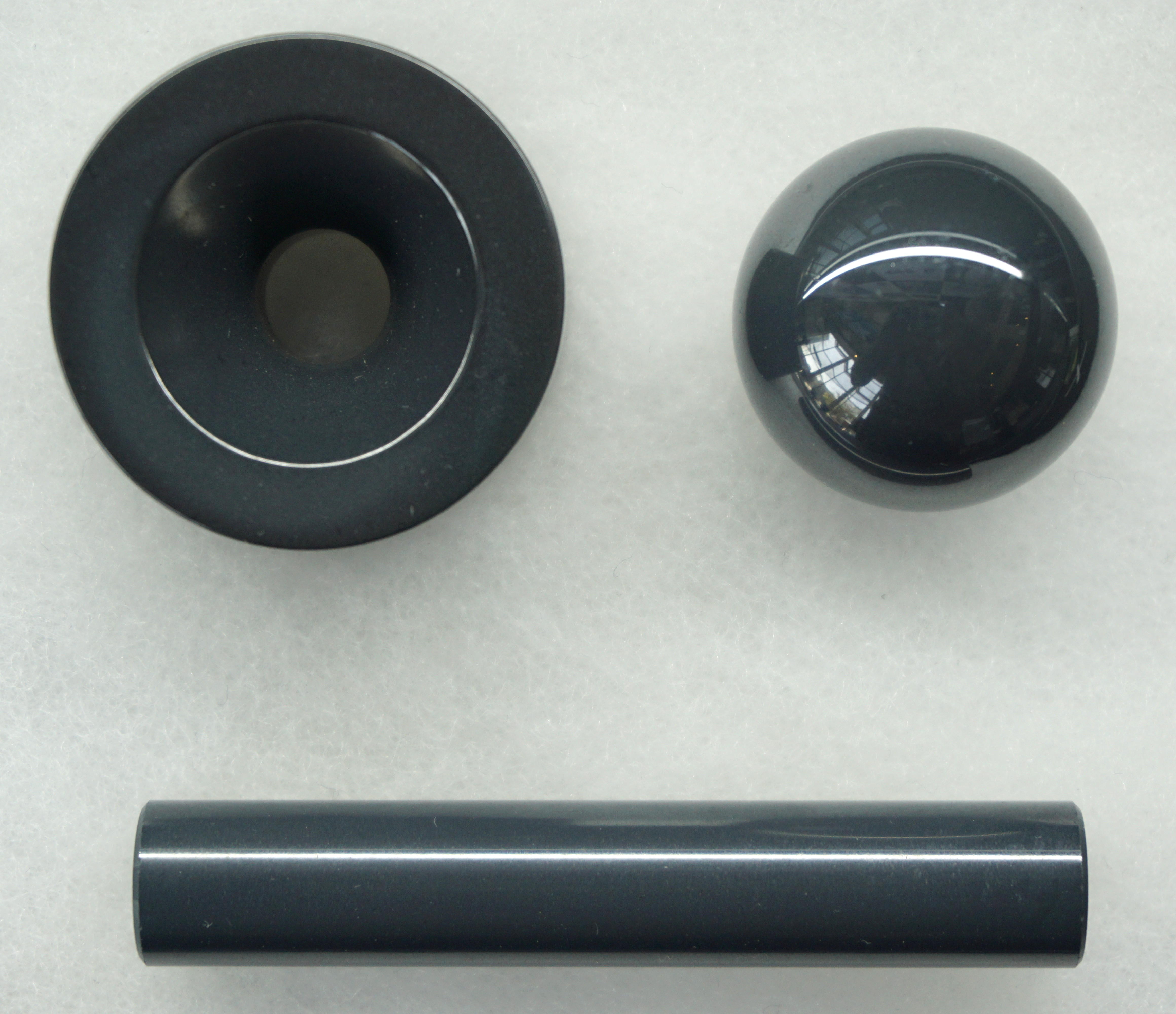
Pièces en sialon α’.

Un sialon, parfois écrit SiAlON en référence à ses éléments constitutifs (silicium, aluminium, oxygène et azote), est un oxynitrure de silicium et d'aluminium. C'est une céramique réfractaire dérivée du nitrure de silicium Si3N4 par substitution de certaines liaisons Si–N par des liaisons Al–N et Al–O. Le taux de substitution peut être évalué à partir des paramètres cristallins. Le déséquilibre de charge résultant de la substitution peut être compensé à l'aide de cations métalliques comme ceux de lithium Li+, de magnésium Mg2+, de calcium Ca2+, d'yttrium Y3+ ou d'un lanthanide Ln3+. Ces matériaux présentent une bonne résistance aux chocs thermiques et une excellente résistance à la corrosion par les métaux non ferreux en fusion, contrairement par exemple à l'alumine Al2O3, de sorte qu'ils sont souvent utilisés pour contenir de l'aluminium fondu, et plus généralement dans les applications industrielles faisant intervenir des substances corrosives. Ils sont relativement durs, ayant une dureté Vickers d'environ 16 GPa à température ambiante, ainsi qu'une bonne résistance mécanique jusqu'à des températures excédant 1 000 °C. Ils présentent en outre une bonne résistance à l'usure, un faible coefficient de dilatation thermique et une bonne résistance à l'oxydation.
Il existe trois allotropes du sialon, identifiés chacun avec une lettre faisant référence à la forme de nitrure de silicium correspondante (sialons α’ trigonal et β’ hexagonal) ou à l'oxynitrure de silicium (sialon O’ orthorhombique), avec pour les deux premiers les équations formelles :
2(12 – m – n) Si3N4 + 2(4m + 3) AlN + 3m/v Me2Ov + (2n – m) Al2O3 ⟶ 6 α’-Mem/v Si12–m–n Alm+n On N16–n ;
(6 – z) β-Si3N4 + z AlN + z Al2O3 ⟶ 3 β’-Si6-z Alz Oz N8-z.
Dans le tableau ci-dessous, m représente la fraction de liaisons Si–N remplacées par des liaisons Al–N tandis que n représente la faction de liaisons Si–N remplacées par des liaisons Al–O et v la valence du métal Me :
| Allotrope | Formule chimique              | n                             | Système        | Groupe d'espace | no  | Symbole de Pearson | Z |
| --------- | ----------------------------- | ----------------------------- | -------------- | --------------- | --- | ------------------ | - |
| α’        | Mem/v Si12–m–n Alm+n On N16–n | Mem/v Si12–m–n Alm+n On N16–n | Trigonal       | P31c            | 159 | hP28               | 4 |
| β’        | Si6–n Aln On N8–n             | 0 – 4,2                       | Hexagonal      | P63             | 173 | hP14               | 2 |
| O’        | Si2–n Aln O1+n N2–n           | 0 – 0,2                       | Orthorhombique | Cmc21           | 36  | oS20               | 4 |

On peut obtenir des sialons en faisant réagir du nitrure de silicium Si3N4, de l'alumine Al2O3, du nitrure d'aluminium AlN et l'oxyde d'une terre rare comme l'oxyde d'yttrium(III) Y2O3. Le mélange de poudres est préparé par exemple par compression isostatique ou par coulage en barbotine. La forme obtenue est alors traitée à chaud par frittage ou par pressage isostatique à chaud. La pièce frittée peut ensuite être rectifiée par abrasion ou forgée à environ 1 200 °C pour obtenir la forme désirée.
Les sialons sont largement utilisés dans la manipulation des métaux non ferreux en fusion, notamment l'aluminium et ses alliages, y compris les tubes d'alimentation en métal pour le moulage sous pression d'aluminium, les tubes de brûleurs et de thermoplongeurs, les injecteurs et le dégazage pour les métaux non ferreux, les tubes de protection de thermocouples, les creusets et les poches. Ils peuvent être employés dans les outils de tour pour l'usinage de la fonte froide et pour les montages et les broches de brasage ou de soudage, en particulier pour le soudage par résistance. On les utilise également dans l'industrie chimique et dans l'industrie pétrolière en raison de leur grande résistance à la corrosion et à l'usure.

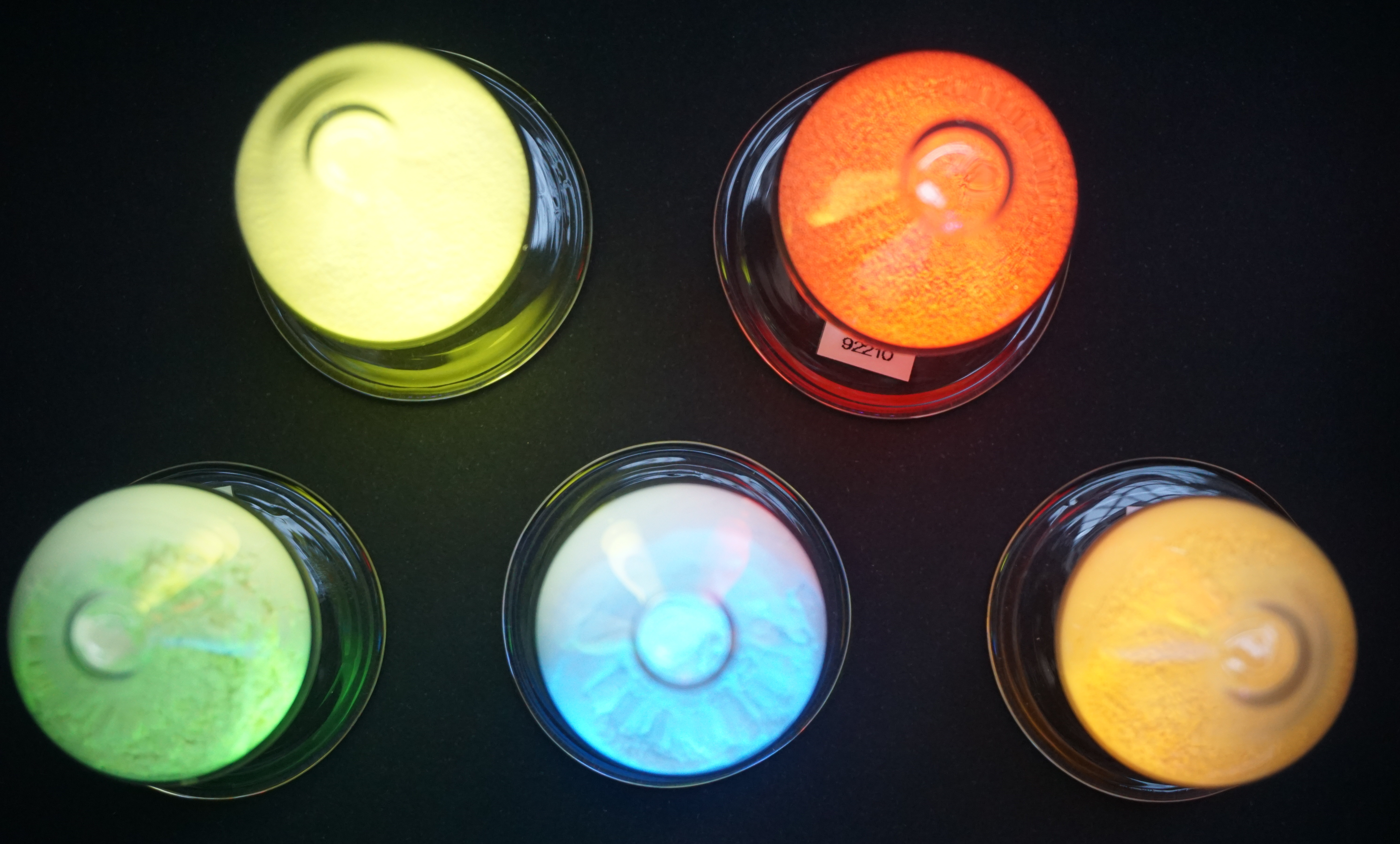
Luminophores en sialon.

Certains sialons activés aux terres rares sont photoluminescents et peuvent être utilisés comme luminophores. Le sialon β dopé à l'europium(II) absorbe les rayonnements du spectre visible et ultraviolet et émet une intense lumière visible à large bande. Sa luminance et sa couleur sont assez stables dans une large gamme de températures du fait de la stabilité de sa structure cristalline. Il est intéressant comme luminophore vert de conversion de fréquence pour diodes électroluminescentes (LED) blanches ; il en existe également une variante jaune. Les LED blanches résultent de l'utilisation conjointe d'une LED bleue avec un luminophore jaune ou avec un luminophore vert et jaune en sialon et un luminophore rouge à base de CaAlSiN3:Eu2+.
Le sialon β’ de formule approchée Si3Al3O3N5 est notamment utilisé comme liant du carbure de silicium SiC dans des briques réfractaires de cuve de haut fourneau.